# Wayne Shorter
Wayne Shorter, född 25 augusti 1933 i Newark, New Jersey, död 2 mars 2023 i Los Angeles, Kalifornien, var en amerikansk jazzsaxofonist och kompositör. 
I slutet av 1950-talet till mitten av 1960-talet medverkade Shorter i Art Blakey and the Jazz Messengers, med bland andra Lee Morgan, Freddie Hubbard och Cedar Walton. Han värvades 1964 av Miles Davis till dennes andra "superkvintett", tillsammans med Herbie Hancock, Ron Carter och Tony Williams, i vilken ha spelade fram till 1970.
Shorter var en av stilbildarna inom den så kallade modala jazzen, en kompositiorisk/improvisatorisk stil som utgår mer från modus och skalor snarare än diatoniska ackordföljder.
Kända kompositioner är exempelvis "JuJu", "Footprints", "Prince of Darkness".
Under 1960-talet gav Shorter ut en rad LP-skivor under eget namn, bland annat JuJu och Speak No Evil. Han medverkade också på en mängd andra, av Herbie Hancock, Miles Davis och Freddie Hubbard med flera.
På 1970-talet bildade han tillsammans med Joe Zawinul bandet Weather Report med andra medlemmar, till exempel Miroslav Vitous, Jaco Pastorius, Peter Erskine, Alex Acuña och senare ledde han sin egen kvartett med bland andra Brian Blade och John Patitucci.

## Galleri

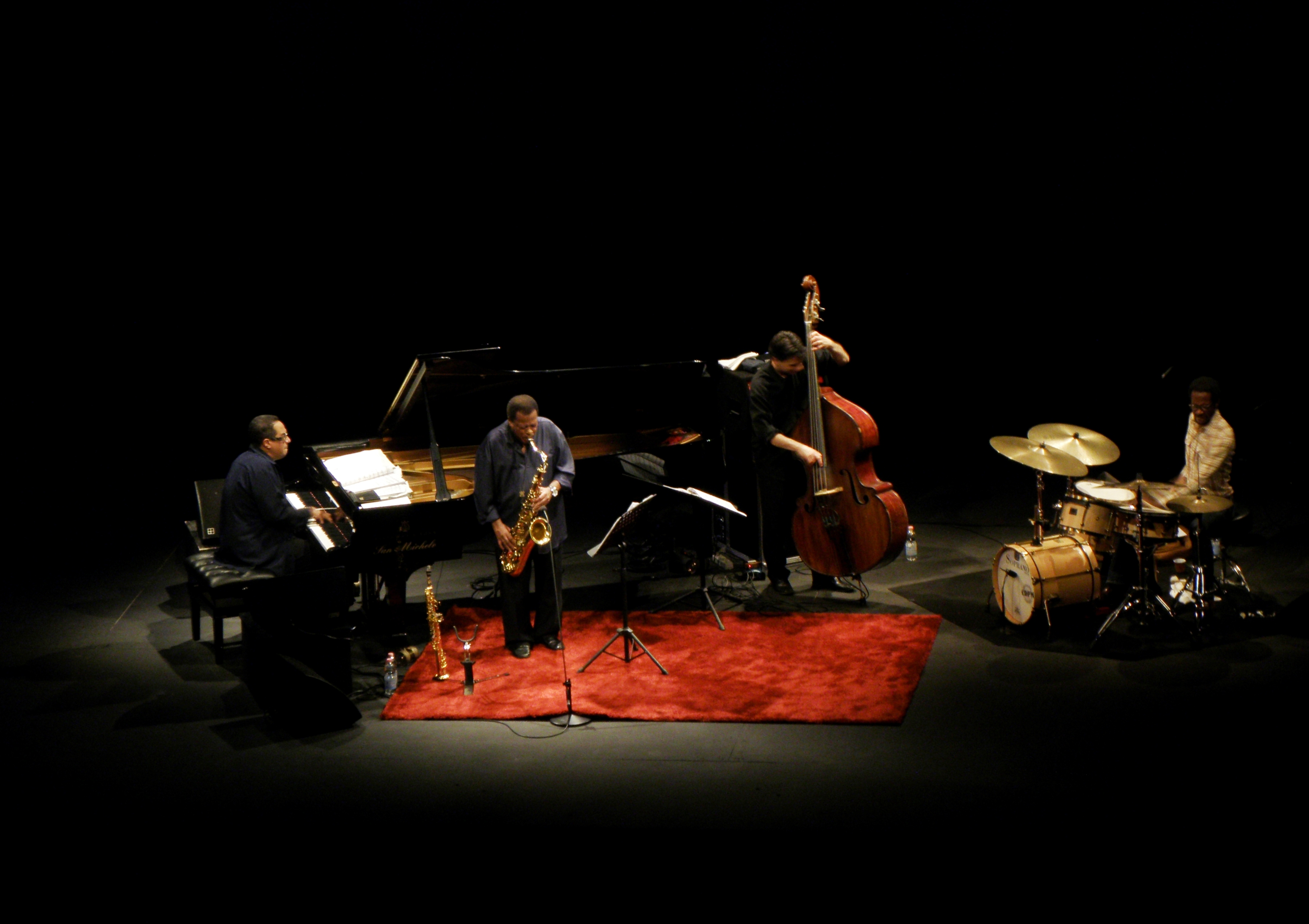
Wayne Shorter kvartett i Milano 28 juni 2010. Danilo Perez (piano), Wayne Shorter (saxofon), John Patitucci (bas) och Brian Blade (trummor).
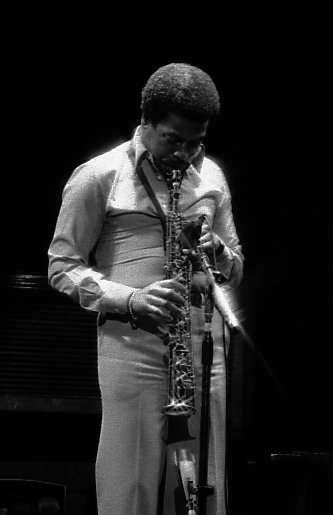
Convocation Hall, Toronto, 27 november 1977.
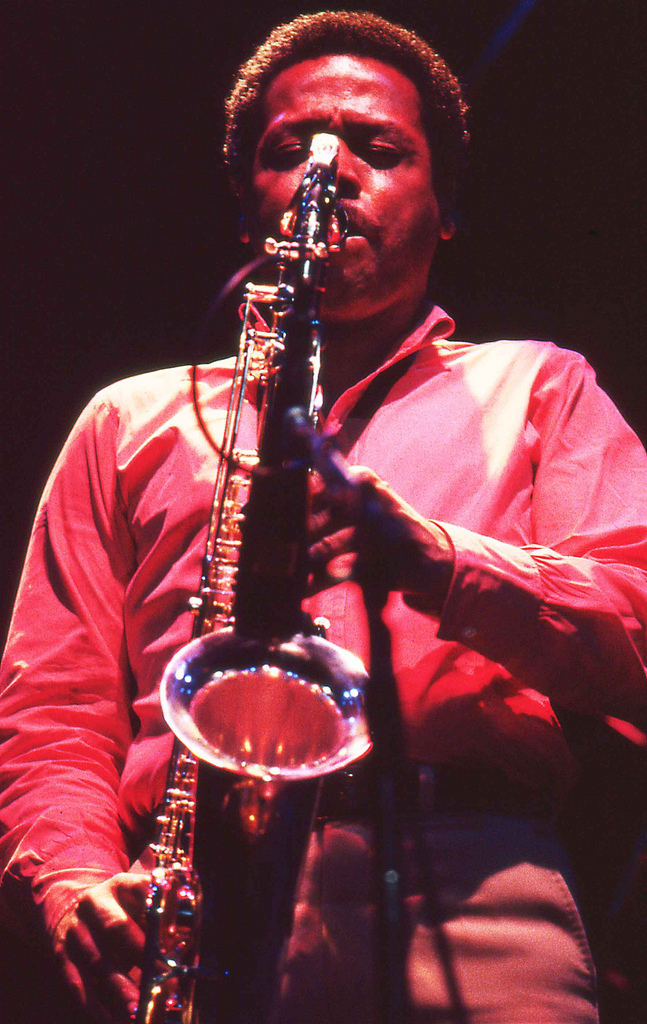
Wayne Shorter i Amsterdam 1980.
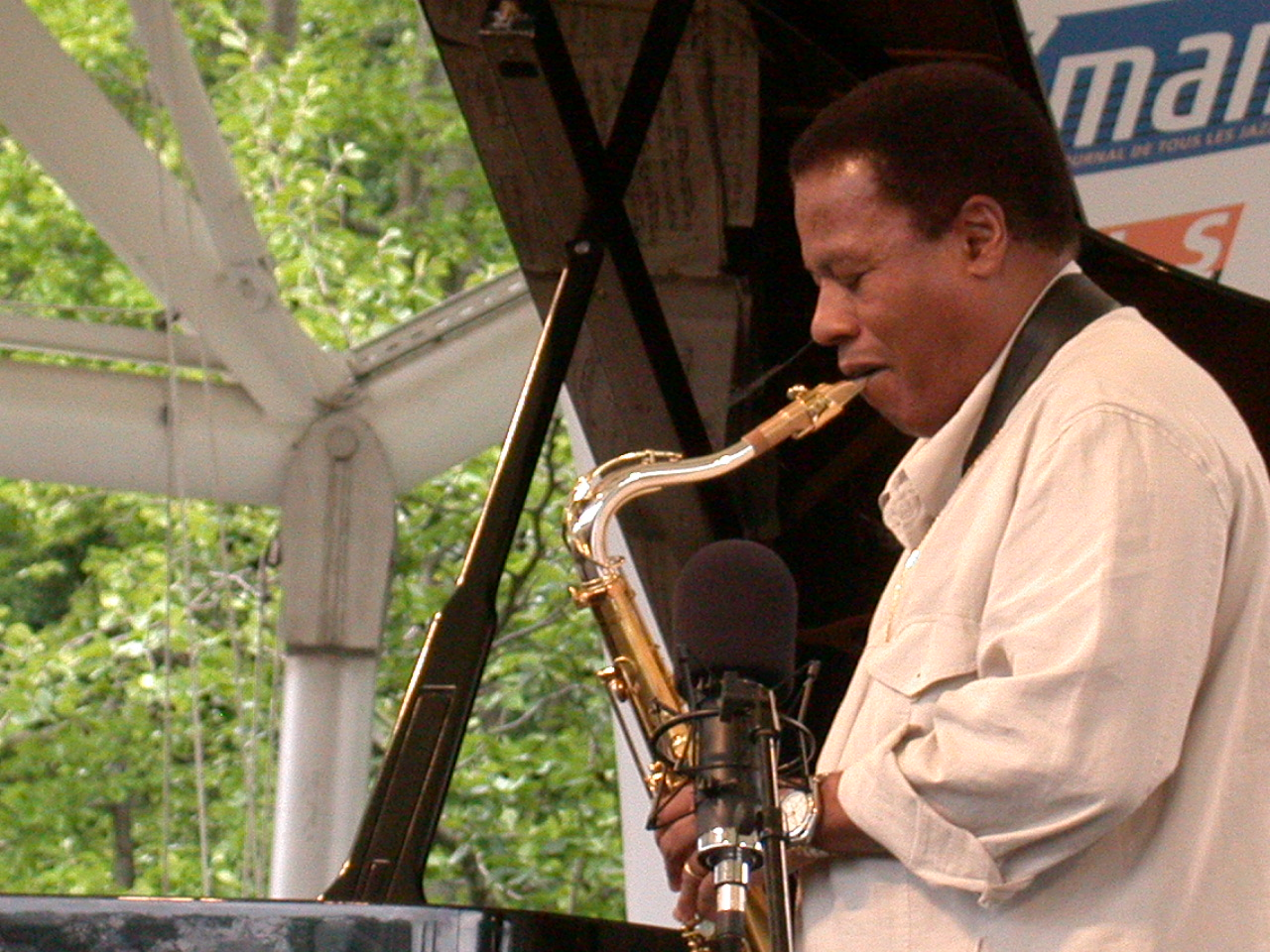
Wayne Shorter i Paris 2003.
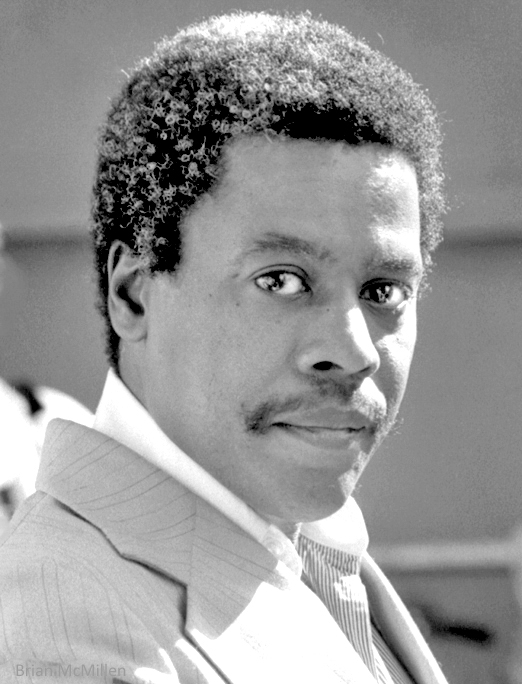
Wayne Shorter 1980

## Priser och utmärkelser
- 1979 – Grammy Award for Best Jazz Fusion Performance för Weather Reports 8:30
- 1987 – Grammy Award for Best Instrumental Composition för "Call Sheet Blues" av Shorter, Herbie Hancock, Ron Carter och Billy Higgins (på The Other Side of Round Midnight med Dexter Gordon)
- 1994 – Grammy Award for Best Jazz Instrumental Performance, Individual or Group för A Tribute to Miles
- 1996 – Grammy Award for Best Contemporary Jazz Album för High Life
- 1997 – Grammy Award for Best Instrumental Composition för "Aung San Suu Kyi" (på 1+1)
- 1999 – Hedersdoktor i musik vid Berklee College of Music
- 1999 – Grammy Award for Best Jazz Instrumental Solo för "In Walked Wayne" (på J.J. Johnson's Heroes)
- 2003 – Grammy Award for Best Instrumental Composition for "Sacajawea" (på Alegría)
- 2003 – Grammy Award for Best Jazz Instrumental Performance, Individual or Group för Alegría
- 2005 – Grammy Award for Best Jazz Instrumental Performance, Individual or Group för Beyond the Sound Barrier
- 2014 – Grammy Award for Best Jazz Instrumental Solo för "Orbits" (på Without a Net)
- 2017 – Polarpriset
- 2017 – Schockpriset i musik

## Diskografi
- 1959 – Introducing Wayne Shorter (Vee-Jay)
- 1962 – Wayning Moments (Vee-Jay)
- 1964 – Night Dreamer (Blue Note)
- 1964 – JuJu (Blue Note)
- 1965 – Speak No Evil (Blue Note)
- 1965 – The All Seeing Eye (Blue Note)
- 1966 – Adam's Apple (Blue Note)
- 1967 – Schizophrenia (Blue Note)
- 1969 – Super Nova (Blue Note)
- 1971 – Odyssey of Iska (Blue Note)
- 1974 – Moto Grosso Feio (Blue Note)
- 1974 – Second Genesis (Vee-Jay)
- 1974 – Native Dancer med Milton Nascimento (Columbia)
- 1979 – The Soothsayer (Blue Note)
- 1980 – Et Cetera (Blue Note)
- 1985 – Atlantis (Columbia)
- 1987 – Phantom Navigator (Columbia)
- 1988 – Joy Ryder (Columbia)
- 1995 – High Life (Verve)
- 1997 – 1 + 1 med Herbie Hancock (Verve)
- 2002 – Footprints Live! (Verve)
- 2003 – Alegría (Verve)
- 2005 – Beyond the Sound Barrier (Verve)
- 2007 – Live at the Montreux Jazz Festival 1988 med Carlos Santana (Liberation Entertainment)
- 2013 – Without a Net (Blue Note)
- 2018 – Emanon (Blue Note)